# Argentina en los Juegos Olímpicos de la Juventud de Gangwon 2024
Argentina participó en los Juegos Olímpicos de la Juventud de Gangwon 2024. El responsable del equipo olímpico fue el Comité Olímpico Argentino, así como las federaciones deportivas nacionales de cada deporte con participación.
La delegación estuvo compuesta por 7 atletas (3 hombres y 4 mujeres) compitiendo en 3 deportes.

## Competidores
La siguiente es una lista de la cantidad de atletas por deportes de la delegación argentina.
| Deporte          | Masculino | Femenino | Total |
| ---------------- | --------- | -------- | ----- |
| Esquí acrobático | 1         | 0        | 1     |
| Esquí alpino     | 1         | 2        | 3     |
| Esquí de fondo   | 1         | 2        | 3     |
| Total            | 3         | 4        | 7     |

## Eventos clasificados

### Esquí acrobático
- Torneo masculino - Santiago Magni[3][6][7]

### Esquí alpino
- Torneo masculino - Nicolás Quintero[3][8][9]
- Torneo femenino - Jazmín Fernández[3][8][10]
- Torneo femenino - Milla Anwandter[3][8][11]

### Esquí de fondo
- Torneo masculino - Julio Estévez[3][12]
- Torneo femenino - Maira Fernández Righi[3][13]
- Torneo femenino - Paloma Angelino[3][14]